# Metalimnophila montivaga
Metalimnophila montivaga là một loài ruồi trong họ Limoniidae. Chúng phân bố ở miền Australasia.